# دوجه دوکان
دوجه دوکان (انگلیسی: Duje Dukan؛ زادهٔ ۴ دسامبر ۱۹۹۱) بازیکن بسکتبال اهل کرواسی است.
از باشگاه‌هایی که در آن بازی کرده‌است می‌توان به ساکرامنتو کینگز اشاره کرد.